# Erik Fromm
Erik Gustaf Fromm, född 22 september 1915 i Stockholm, död 11 januari 2005 i Danderyds församling, var en svensk geolog.
Fromm, som var son till kassör Gustaf Fromm och Agnes Thomas, avlade studentexamen 1933, blev filosofie kandidat 1942, filosofie licentiat 1945 samt filosofie doktor och docent i kvartärgeologi vid Stockholms universitet 1965. Han anställdes vid Sveriges geologiska undersökning (SGU) 1948, blev statsgeolog där 1952 och var avdelningsdirektör 1965–1980. Han författade skrifter i kvartärgeologiska ämnen.